# Abdanan (shahrestan)
Abdanan (persiska: شهرستان آبدانان, Shahrestan-e Abdanan) är en delprovins (shahrestan) i Iran. Den ligger i provinsen Ilam, i den västra delen av landet. Administrativt centrum är staden Abdanan.
Delprovinsen hade 47 851 invånare 2016.